# Кучеров Дмитро Павлович
Дмитро Павлович Кучеров (нар. 15 липня 1964; Жданов (нині Маріуполь), УРСР) — український вчений, професор, доктор наук.

## Біографія
Кучеров Дмитро Павлович народився 15 липня 1964 року в місті Жданов (тепер Маріуполь).
Дмитро є автором праць з теорії адаптивного термінального керування, ініціатор науково-дослідних робіт з робототехніки та застосування штучного інтелекту в інтересах Збройних Сил України.
- Роки навчання
- 1971—1981 — отримання середньої освіти м. Жданов.
- 1981—1986 — отримання вищої освіти шляхом навчання у Київському вищому інженерному радіотехнічному училищі протиповітряної оборони (КВІРТУ ППО).
- 1991—1994 — навчання в ад'юнктурі КВІРТУ ППО.
- 2006—2008 — навчання в докторантурі Центрального науково-дослідного інституту озброєння та військової техніки Збройних Сил України.
- Проходження військової служби
- 1986—1989 — проходив службу на посадах інженера радіолокаційного комплексу, начальника цеха об'єднаної ремонтної майстерні, інженера по ремонту радіолокаційного озброєння (м. Чита).
- 1989—1991 — начальник станції батальйону забезпечення навчального процесу КВІРТУ ППО ім. маршала авіації Покришкіна О. І.
- 1994—1999 — викладач кафедри автоматики та управління військово-технічними системами КВІРТУ ППО.
- 1999—2001 — вчений секретар секретаріату Науково-технічної ради Міністерства оборони України.
- 2001—2011 — проходив службу на посадах провідного наукового співробітника, заступника начальника науково-дослідного відділу, начальника науково-дослідного відділу, заступника начальника науково-дослідного управління Центрального науково-дослідного інституту озброєння та військової техніки Збройних Сил України.
- Досягнення

Захистив кандидатську дисертацію у 1995 р., за спеціальністю 20.02.14 «Озброєння та військова техніка».
Захистив докторську дисертацію у 2008 р., за спеціальністю 05.13.06 «Інформаційні технології».
Отримав вчене звання старшого наукового співробітника у 2002 р., за спеціальністю «Озброєння та військова техніка». Закінчив військову службу у 2011 році, має військове звання полковник.
- військові нагороди
- медаль «70 лет вооруженных сил СССР»,
- медаль «За 10 лет безупречной служби»,
- медаль «10 років Збройних Сил України»,
- медаль «15 років Збройним Силам України»,
- відзнака МОУ «ветеран військової служби»,
- відзнака МОУ «Знак пошани»,
- відзнака начальника ГШ ЗСУ «За досягнення у військовій службі».

З 2011 працює в Національному авіаційному університеті на кафедрі комп'ютерних мультимедійних технологій. Займав посаду завідувача кафедри, зараз професор кафедри комп'ютерних мультимедійних технологій.

## Наукова діяльність
- Інформаційні технології.Озброєння та військова техніка.Пристрої електроживлення ПК типу IBM PC: джерела живлення системних блоків і моніторів. У комплексі з ними — пристрої для забезпечення якісного електроживлення ПК і периферії: мережеві фільтри та джерела безперебійного живлення. Функціонування елементів принципової схеми розглянутих пристроїв і систем, побудованих на їх основі. Велика увага приділена пошуку несправностей в джерелах живлення. Типові несправності, найбільш часто зустрічаються при ремонті. Оптимальне використанню пристрою залежно від завдань. Питання енергозберігаючих технологій. Спеціальні пристрої ПК, а також спеціальне програмне забезпечення, які дозволяють економити значні кошти при експлуатації комп'ютера.

## Журнальні публікації
- Кучеров Д. П. Об одной задаче синтеза адаптивной системы управления, субоптимальной по быстродействию / Кучеров Д. П. // Праці П'ятої Української конференції з автоматичного управління ²Автоматика-98²: Київ, 13-16 травня 1998 р. — Ч. І. — К., 1998. — С.238-244.
- Кучеров Д. П. Алгоритм адаптивного термінального управління потрійним інтегратором / Кучеров Д. П., Василенко О. В., Іванов Б. П. // Вісник Вінницького політехнічного інституту. — 2009. — № 2. — с. 22-27.
- Кучеров Д. П. Адаптивное терминальное управление динамическим объектом, квазиоптимальное по быстродействию / Кучеров Д. П. // Вестник СевГТУ. Вып. 72: Автоматизация процессов и управление: Сб. науч. тр. — Севастополь: Изд-во СевНТУ, 2006. — С.52-58.
- Кучеров Д. П. Алгоритм обучения субоптимальному по быстродействию управлению динамической системой второго порядка без нулевых полюсов // ААЭКС. — № 2(14). — 2004. — C.169-176.
- Кучеров Д. П. Принципы построения интеллектуального авторулевого / Кучеров Д. П., Копылова З. Н. // ААЭКС. — № 2(24).- 2009.-С.87-94.